# Frances Jacson
Frances Margaretta Jacson (13 de octubre de 1754, Bebington, Cheshire - 17 de junio de 1842, Somersal Herbert, Derbyshire) fue una novelista, y naturalista inglesa, cuyo trabajo muestra un propósito moral fuerte.

## Compromisos familiares

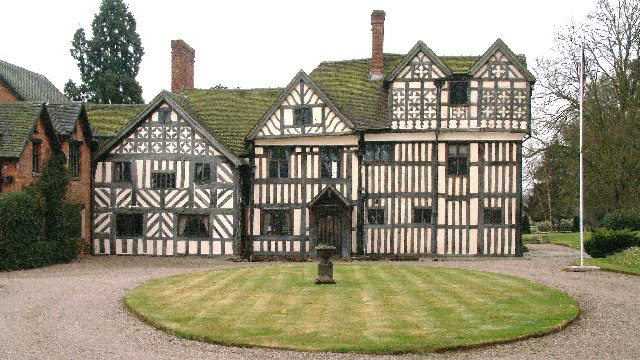
Somersal Hall, Derbyshire, el hogar de las hermanas Jacson, 1808

Maria y Frances eran dos de cinco hijos supervivientes del rector anglicano de Bebington, Cheshire, el Rev. Simon Jacson (1728–1808), y su mujer Anne Fitzherbert (ca. 1729 – 1795), la hija mayor de Richard Fitzherbert de Somersal Herbert en Derbyshire. La familia había sido terratenientes y clérigos en Cheshire y Derbyshire desde principios del siglo XVII. Su hermano mayor Roger (1753–1826) sucedió a su padre como rector en 1771, después de que la familia se mudó a Stockport (1777–87), Cheshire  y luego a Tarporley en el mismo condado, donde su padre fue rector . Su hermana, Anne (-1805) se casó, mientras Maria y Frances quedaron solteras, y cuidaron de su padre después de enviudar en 1795, fallando su salud, y falleciendo en 1808.
Mientras estaban en Tarporley, la familia se preocupó por su otro hermano Shallcross (muerto en 1821), también un sacerdote ordenado, que bebía y apostaba a carreras de caballos. La necesidad de pagar sus deudas fue el estímulo para que las hermanas volvieran a escribir. Tras la muerte de su padre, en 1808, tuvieron que encontrar un nuevo hogar y aceptar una oferta hecha por su primo de Fitzherbert, señor St Helens (1753 - 1839) para prestar Somersal Hall, una casa parcialmente Tudor en Somersal Herbert, Derbyshire de por vida. Somersal Hall fue la casa ancestral de los Fitzherberts y cuando Frances Fitzherbert murió (1806), la herencia pasó a su sobrino Roger Jacson, que la vendió, pero fue recomprada por Lord St Helens, descendiente de una línea diferente de Fitzherberts. Los problemas de Shallcross resurgieron, con deudas por un total de £ 1760. Francis las pagó con sus ganancias de otras dos novelas y con la ayuda de Roger y María. Shallcross murió en 1821. Los niños de Jacson eran primos de Sir Brooke Boothby, cerca de Ashbourne y miembro de la Sociedad Botánica de Lichfield, que los puso en contacto con la cultura de la Ilustración a través de Erasmus Darwin y otros escritores contemporáneos sobre ciencia, así como el círculo literario de Anna Seward en Lichfield, Staffordshire.
En 1829, mientras las hermanas se quedaban con sus amigos en Chelford, en Cheshire, María se enfermó repentinamente, con fiebre, y murió el 10 de octubre de 1829 dejando a su hermana desolada.
Tras el deceso de su hermana en 1829, finalmente resumió su vida social entre el Condado Gentry y su familia extendida. Su sobrino favorito Henry Gally Knight (un Tory) la mantuvo en contacto con políticas, en qué sea un firme Whig y seguidor de reforma parlamentaria. También fue una firme cristiana.

## Publicaciones
Su primera novela, Sentido Sencillo (1795; segunda ed. Londres: William Camino en la Minerva Prensa, 1796; tercera ed. 1799) fue inmediatamente popular y seguido por un segundo, Desobediencia (Londres: William Camino en la Minerva Prensa, 1797). Estos y sus novelas subsiguientes aparecieron anónimamente.